# 오산면 (익산시)
오산면(五山面)은 대한민국의 전북특별자치도 익산시에 설치된 면이다. 넓이는 29.50km2이고, 인구는 2010년 기준으로 5,057명이다.

## 지리
익산시의 서쪽에 위치하며 군산시, 김제시와 접한다. 장항선의 오산리역과 국도 3개노선 및 지방 도로가 있어 교통망이 편리하다.

## 법정리
- 남전리(南田里)
- 목천리(木川里)
- 송학리(新池里)
- 신지리(松鶴里)
- 영만리(永萬里)
- 오산리(五山里): 행정복지센터 소재지
- 장신리(長新里)

## 교육
- 오산초등학교
- 오산남초등학교
- 영만초등학교

## 아파트
- 장신휴먼시아 1단지 - 2010년 12월 입주 / 삼환까뮤
- 장신휴먼시아 2단지 - 2010년 10월 입주 / 벽산건설
- 장신휴먼시아 3단지 - 2010년 10월 입주 /